# Blacha
Blacha es una localidad y una entidad local menor española perteneciente al municipio de La Torre, en la provincia de Ávila (Castilla y León). En el año 2011 tenía una población de 79 habitantes.

## Ubicación
Camilo José Cela en su libro Judíos Moros y Cristianos, narra un viaje que realiza por tierras de Segovia y Ávila,  entre 1946 y 1952. Uno de los lugares por los que pasa  pasa es Blacha:

De   la Hija de Dios a Blacha se va en un boleo y de Blacha otra vez a la carretera de Villatoro, en muy poco más: El vagabundo, otra vez en terreno conocido, respiró.
-¡Ah!
La noche cayó sobre el vagabundo frente al camino de Muñana, y el vagabundo, al pie de unos álamos negrillos, cayó rendido sobre el santo suelo. Contra todos los pronósticos, el vagabundo no soñó nada aquella noche.
El vagabundo, a la otra mañana, se despertó aún a oscuras, y los primeros claroles del día fueron a acariciarle pasando por el Gran oasis, cerrado de tan temprano como era, a cal y canto. El Gran oasis en término de Amavida, no es una venta, ni un parador, ni una posada; el Gran oasis, aunque parezca raro es una pastelería...

## Demografía
| Gráfica de evolución demográfica de Blacha entre 1842 y 1970 |
| |
| Población de derecho según los censos de población del INE. Población de hecho según los censos de población del INE.Entre el censo de 1981 y el anterior, este municipio desaparece porque se integra en el municipio La Torre. |

| Gráfica de evolución demográfica de Blacha entre 2000 y 2023                  |
|                                                                               |
| Población (2000-2018) según el nomenclátor de unidades poblacionales del INE. |